# Pierre de Rastel de Rocheblave
Pierre de Rastel de Rocheblave (Kaskaskia (Illinois), 9 mars 1773 – Coteau-Saint-Louis (Montréal), 5 octobre 1840) est un commerçant de fourrure, homme d'affaires et homme politique fédéral du Bas-Canada.

## Biographie
Fils de Philippe-François de Rastel de Rocheblave, sa famille déménage à Montréal après la révolution américaine.
Comme son père, il entra dans le commerce des fourrures et il travaille pour son père à Détroit. Il a contribué à fonder la Compagnie XY en 1798 et occupait le département de l'Athabasca comme associé d'hivernage. On lui confie le département de la rivière Rouge, après que la société a fusionné avec la Compagnie du Nord-Ouest en 1804. Il est chargé par la suite d'Athatbaska et ensuite des départements de la Rivière Pic (en). En 1811, il fut nommé directeur de la nouvelle compagnie des fourrures du sud-ouest. Au cours de la guerre de 1812, il a été nommé capitaine du Corps de Voyageurs canadiens et servit comme major dans la milice après la guerre. Il a été impliqué dans la coordination de la cession d'actifs lorsque la compagnie du Nord-Ouest a fusionné avec la compagnie de la baie d'Hudson dans les années 1820 et a servi comme agent pour la CBH jusqu'à ce qu'il se retire de la traite des fourrures en 1827.
Rocheblave acheta des terres à Coteau-Saint-Louis sur l'île de Montréal et ailleurs dans la province. Il a aidé à développer le Chemin de fer Champlain et Saint-Laurent. Il a été nommé juge de paix pour le district de Montréal en 1821 et a siégé dans plusieurs commissions. En 1827, il fut élu à la Assemblée législative du Bas-Canada pour Montréal-Ouest. Il fut nommé dans le Conseil législatif en 1832 et fut nommé dans le Conseil spécial qui administra la province après la rébellion des Patriotes. Il s'oppose à l'union du Haut-Canada et du Bas-Canada et a été président d'une organisation qui s'oppose à un tel plan.
Il mourut à Coteau-Saint-Louis en 1840. Sa veuve, Elmire, mourut en 1886. Tous deux ont été enterrés dans l'église de Notre-Dame à Montréal.